# Eocosmoecus frontalis
Eocosmoecus frontalis là một loài Trichoptera trong họ Limnephilidae. Chúng phân bố ở miền Tân bắc.